# Pierre Casiraghi
Pierre Rainier Stefano Casiraghi (La Colle, 5 settembre 1987) è l'ultimo dei tre figli di Carolina di Monaco e del suo secondo marito Stefano Casiraghi.
Fratello di Andrea e Charlotte, è ottavo nella linea di successione al trono di Monaco.

## Biografia
Gli sono stati dati i nomi del suo bisnonno da parte materna Pierre de Polignac (o Pierre di Monaco), di suo nonno materno il principe Ranieri III di Monaco, e di suo padre Stefano. Pierre aveva appena 3 anni al momento della morte di suo padre Stefano, deceduto a causa di un incidente avvenuto nel corso dei campionati del mondo offshore a Montecarlo. Egli rimase così solo con la madre e i fratelli maggiori Andrea e Charlotte.
Dopo il terzo matrimonio della madre col principe Ernesto Augusto di Hannover, ebbe una sorellastra e la famiglia si trasferì a Fontainebleau per essere più vicina a Parigi e a Londra. Dopo aver frequentato le scuole a Saint-Rémy-de-Provence, si è diplomato in Francia nel 2005 e ha studiato Economia alla Bocconi di Milano. Oltre al francese parla fluentemente l'italiano e l'inglese e un po' il tedesco.

### Vita privata
Da studente universitario ha vissuto in Italia e ha diviso la sua vita tra Milano e Roma, pertanto la stampa, soprattutto quella italiana, gli dedica molto spazio. Durante i suoi anni di studio universitario a Milano presso l'ateneo privato Bocconi, è stato fotografato con numerose modelle. Dal 2008 si è legato all'ex modella, giornalista e conduttrice televisiva italiana Beatrice Borromeo.
Pierre Casiraghi e Beatrice Borromeo si sono sposati civilmente il 25 luglio 2015 alle 12 presso il Palazzo dei Principi di Monaco in una cerimonia privata; a essa è seguito una festa nei giardini del palazzo e un ballo la sera all'Hôtel de Paris, in concomitanza con l'annuale grand gala della Croce Rossa.
Il primo fine settimana di agosto ha invece visto svolgersi, nella cornice del lago Maggiore i festeggiamenti per il matrimonio religioso. Il 31 luglio gli sposi hanno accolto gli invitati sull'Isola Madre, mentre il 1º agosto 2015 si è celebrato il matrimonio cattolico sull'Isolino di San Giovanni, l'unica isola privata delle Isole Borromee; la sera ha avuto luogo un ballo alla Rocca di Angera.
Il 28 febbraio 2017 nasce il suo primo figlio, Stefano Ercole Carlo Casiraghi. Il primo nome è un omaggio al padre di Pierre morto nel 1990. Il 21 maggio 2018 nasce il suo secondo figlio, Francesco Carlo Albert Casiraghi.

### Controversie
Nel febbraio del 2012 Pierre Casiraghi è stato per breve tempo ricoverato per le ferite riportate durante una colluttazione in un nightclub di Manhattan. Secondo i media, Casiraghi si sarebbe avvicinato al tavolo dell'uomo d'affari Adam Hock che si accompagnava alle modelle Natasha Poly, Anja Rubik e Valentina Zeljaeva. Le parole scambiatesi nel corso della serata degenerarono in una lite in cui Casiraghi venne coinvolto.

### Attività umanitarie e d'affari
Dal 30 gennaio al 13 febbraio 2007, Pierre Casiraghi ha accompagnato la madre in un tour umanitario in Africa a sostegno delle popolazioni disagiate. Insieme visitarono il Niger, il Burundi, la Repubblica Democratica del Congo e il Sudafrica, sfruttando anche il fatto che la principessa Carolina ricopre il ruolo di presidente dell'AMADE Mondiale.
Nel giugno 2009 Casiraghi è divenuto uno dei principali promotori della compagnia di costruzioni con sede a Monaco avviata da suo padre nel 1984, la ENGECO S.A.M., pur lasciando suo zio Marco alla guida della compagnia con l'incarico di presidente. Nella compagnia lavora anche il fratello maggiore Andrea.

## Ascendenza
|                       |                          |                                    | Genitori              |  |  | Nonni |  |  | Bisnonni |  |  | Trisnonni |  |
|                       |                          |                                    |                       |  |  |       |  |  | ?        |  |  | …         |  |
|                       |                          |                                    |                       |  |  |       |  |  | ?        |  |  | …         |  |
|                       |                          | …                                  |                       |  |  |       |  |  | ?        |  |  |           |  |
| Giancarlo Casiraghi   |                          |                                    |                       |  |  |       |  |  | ?        |  |  |           |  |
|                       |                          | ?                                  | …                     |  |  |       |  |  |          |  |  |           |  |
|                       |                          | ?                                  | …                     |  |  |       |  |  |          |  |  |           |  |
|                       |                          | ?                                  | …                     |  |  |       |  |  |          |  |  |           |  |
| Stefano Casiraghi     |                          | ?                                  |                       |  |  |       |  |  |          |  |  |           |  |
|                       |                          | ?                                  | …                     |  |  |       |  |  |          |  |  |           |  |
|                       |                          | ?                                  | …                     |  |  |       |  |  |          |  |  |           |  |
|                       |                          | ?                                  | …                     |  |  |       |  |  |          |  |  |           |  |
| Fernanda Pulici Biffi |                          | ?                                  |                       |  |  |       |  |  |          |  |  |           |  |
|                       |                          | ?                                  | …                     |  |  |       |  |  |          |  |  |           |  |
|                       |                          | ?                                  | …                     |  |  |       |  |  |          |  |  |           |  |
|                       |                          | ?                                  | …                     |  |  |       |  |  |          |  |  |           |  |
| Pierre Casiraghi      |                          | ?                                  |                       |  |  |       |  |  |          |  |  |           |  |
|                       | Conte Pierre de Polignac | Conte Maxence Melchior de Polignac |                       |  |  |       |  |  |          |  |  |           |  |
|                       | Conte Pierre de Polignac | Conte Maxence Melchior de Polignac |                       |  |  |       |  |  |          |  |  |           |  |
|                       | Conte Pierre de Polignac | Susana Mariana de la Torre y Mier  |                       |  |  |       |  |  |          |  |  |           |  |
| Ranieri III di Monaco | Conte Pierre de Polignac |                                    |                       |  |  |       |  |  |          |  |  |           |  |
|                       |                          | Charlotte di Monaco                | Luigi II di Monaco    |  |  |       |  |  |          |  |  |           |  |
|                       |                          | Charlotte di Monaco                | Luigi II di Monaco    |  |  |       |  |  |          |  |  |           |  |
|                       |                          | Charlotte di Monaco                | Marie Juliette Louvet |  |  |       |  |  |          |  |  |           |  |
| Carolina di Monaco    |                          | Charlotte di Monaco                |                       |  |  |       |  |  |          |  |  |           |  |
|                       |                          | John Brendan Kelly                 | John Henry Kelly      |  |  |       |  |  |          |  |  |           |  |
|                       |                          | John Brendan Kelly                 | John Henry Kelly      |  |  |       |  |  |          |  |  |           |  |
|                       |                          | John Brendan Kelly                 | Mary Anne Costello    |  |  |       |  |  |          |  |  |           |  |
| Grace Kelly           |                          | John Brendan Kelly                 |                       |  |  |       |  |  |          |  |  |           |  |
|                       |                          | Margaret Katherine Majer           | Carl Majer            |  |  |       |  |  |          |  |  |           |  |
|                       |                          | Margaret Katherine Majer           | Carl Majer            |  |  |       |  |  |          |  |  |           |  |
|                       |                          | Margaret Katherine Majer           | Margaretha Berg       |  |  |       |  |  |          |  |  |           |  |
|                       |                          | Margaret Katherine Majer           |                       |  |  |       |  |  |          |  |  |           |  |